# Puchar Dalekowschodni w narciarstwie alpejskim mężczyzn 2014/2015
Puchar Dalekowschodni w narciarstwie alpejskim mężczyzn w sezonie 2014/2015 to kolejna edycja tego cyklu. Pierwsze zawody odbyły się 11 grudnia 2014 roku w chińskim Wanlong, a ostatnie rozegrane 26 marca 2015 roku w rosyjskim Jużnosachalińsku. Pierwotnie miały się odbyć 2 kwietnia w japońskim Ontake.

## Podium zawodów
| Lp  | Data             | Miejscowość     | Konkurencja | 1. Miejsce          | 2. Miejsce           | 3. Miejsce        |
| --- | ---------------- | --------------- | ----------- | ------------------- | -------------------- | ----------------- |
| 1.  | 11 grudnia 2014  | Wanlong         | Slalom      | Kyosuke Kono        | Park Je-yun          | Kim Woo-sung      |
| 2.  | 12 grudnia 2014  | Wanlong         | Slalom      | Kyosuke Kono        | Kyung Sung-hyun      | Dai Shimizu       |
| 3.  | 13 grudnia 2014  | Wanlong         | Gigant      | Souta Fujiwara      | Dmitrij Uljanow      | Park Je-yun       |
| 4.  | 14 grudnia 2014  | Wanlong         | Gigant      | Dmitrij Uljanow     | Kyung Sung-hyun      | Masanori Shin     |
| 5.  | 15 stycznia 2015 | Yongpyong       | Supergigant | Odwołano            | Odwołano             | Odwołano          |
| 6.  | 21 stycznia 2015 | Yongpyong       | Supergigant | Hideyuki Narita     | Yumenosuke Kakizaki  | Kim Hyeon-tae     |
| 7.  | 23 stycznia 2015 | Yongpyong       | Gigant      | Tomoya Ishii        | Hideyuki Narita      | Dmitrij Uljanow   |
| 8.  | 23 stycznia 2015 | Yongpyong       | Slalom      | Shun Nakamura       | Ryunosuke Ohkoshi    | Kyosuke Kono      |
| 9.  | 26 stycznia 2015 | Yongpyong       | Slalom      | Hideyuki Narita     | Kyung Sung-hyun      | Kim Hyeon-tae     |
| 10. | 27 stycznia 2015 | Yongpyong       | Gigant      | Hideyuki Narita     | Tomoya Ishii         | Andreas Žampa     |
| 11. | 28 stycznia 2015 | Yongpyong       | Gigant      | Hideyuki Narita     | Tomoya Ishii         | Andreas Žampa     |
| 12. | 2 marca 2015     | Hakuba          | Slalom      | Naoki Yuasa         | Matic Skube          | Shun Nakamura     |
| 13. | 3 marca 2015     | Hakuba          | Slalom      | Marc Digruber       | Matic Skube          | Kryštof Krýzl     |
| 14. | 5 marca 2015     | Nozawa Onsen    | Gigant      | Kryštof Krýzl       | Christian Hirschbühl | Matic Skube       |
| 15. | 6 marca 2015     | Nozawa Onsen    | Gigant      | Kryštof Krýzl       | Christian Hirschbühl | Tomoya Ishii      |
| 16. | 8 marca 2015     | Shiga Kōgen     | Slalom      | Marc Digruber       | Matic Skube          | Naoki Yuasa       |
| 17. | 9 marca 2015     | Shiga Kōgen     | Slalom      | Naoki Yuasa         | Matic Skube          | Hideyuki Narita   |
| 18. | 23 marca 2015    | Jużnosachalińsk | Gigant      | Aleksandr Andrienko | Žan Kranjec          | Hideyuki Narita   |
| 19. | 24 marca 2015    | Jużnosachalińsk | Supergigant | Odwołano            | Odwołano             | Odwołano          |
| 20. | 25 marca 2015    | Jużnosachalińsk | Supergigant | Odwołano            | Odwołano             | Odwołano          |
| 21. | 26 marca 2015    | Jużnosachalińsk | Slalom      | Adam Žampa          | Tomoya Ishii         | Władisław Nowikow |
| 22. | 2 kwietnia 2015  | Ontake          | Zjazd       | Odwołano            | Odwołano             | Odwołano          |

## Klasyfikacja generalna (po 18 z 18 konkurencji)
| Lp. | Zawodnik          | Punkty |
| --- | ----------------- | ------ |
| 1.  | Hideyuki Narita   | 794    |
| 2.  | Tomoya Ishii      | 688    |
| 3.  | Kyung Sung-hyun   | 583    |
| 4.  | Dmitrij Uljanow   | 522    |
| 5.  | Kyosuke Kono      | 440    |
| 6.  | Dai Shimizu       | 436    |
| 7.  | Matic Skube       | 425    |
| 8.  | Shun Nakamura     | 404    |
| 9.  | Ryunosuke Ohkoshi | 389    |
| 10. | Kim Hyeon-tae     | 384    |

### Slalom gigant (gigant) (po 8 z 8 konkurencji)
| Miejsce | Zawodnik         | Punkty |
| ------- | ---------------- | ------ |
| 1.      | Hideyuki Narita  | 425    |
| 1.      | Dmitrij Uljanow  | 425    |
| 3.      | Tomoya Ishii     | 420    |
| 4.      | Kyung Sung-hyun  | 256    |
| 5.      | Masanori Shin    | 233    |
| 6.      | Kryštof Krýzl    | 200    |
| 7.      | Dai Shimizu      | 192    |
| 8.      | Andreas Žampa    | 185    |
| 9.      | Kazushi Nakamura | 184    |
| 10.     | Kim Woo-sung     | 171    |

### Slalom (po 9 z 9 konkurencji)
| Miejsce | Zawodnik          | Punkty |
| ------- | ----------------- | ------ |
| 1.      | Kyosuke Kono      | 404    |
| 2.      | Matic Skube       | 320    |
| 3.      | Kyung Sung-hyun   | 307    |
| 4.      | Shun Nakamura     | 287    |
| 5.      | Hideyuki Narita   | 269    |
| 6.      | Tomoya Ishii      | 268    |
| 7.      | Naoki Yuasa       | 260    |
| 8.      | Marc Digruber     | 250    |
| 9.      | Ryunosuke Ohkoshi | 239    |
| 10.     | Dai Shimizu       | 215    |

### Zjazd (po 0 z 0 konkurencji)
| Miejsce | Zawodnik | Punkty |
| ------- | -------- | ------ |
| 1.      |          |        |
| 2.      |          |        |
| 3.      |          |        |
| 4.      |          |        |
| 5.      |          |        |
| 6.      |          |        |
| 7.      |          |        |
| 8.      |          |        |
| 9.      |          |        |
| 10.     |          |        |

### Supergigant (po 1 z 1 konkurencji)
| Miejsce | Zawodnik            | Punkty |
| ------- | ------------------- | ------ |
| 1.      | Hideyuki Narita     | 100    |
| 2.      | Yumenosuke Kakizaki | 80     |
| 3.      | Kim Hyeon-tae       | 60     |
| 4.      | Andreas Žampa       | 50     |
| 5.      | Shun Nakamura       | 45     |
| 6.      | Yuriy Drugov        | 40     |
| 7.      | Masanori Shin       | 36     |
| 8.      | Park Je-yun         | 32     |
| 9.      | Dai Shimizu         | 29     |
| 10.     | Kazushi Nakamura    | 26     |